# Bahnstrecke Absdorf-Hippersdorf–Stockerau
| Ausgangspunkt der Strecke: Bahnhof Absdorf-Hippersdorf (vor dem Umbau) |                      |                                                |                              |
| Streckennummer (ÖBB): | 113 01               |                                                |                              |
| Kursbuchstrecke (ÖBB): | 903                  |                                                |                              |
| Streckenlänge: | 17,080 km            |                                                |                              |
| Spurweite: | 1435 mm (Normalspur) |                                                |                              |
| Stromsystem: | 15 kV, 16,7 Hz ~     |                                                |                              |
| Streckengeschwindigkeit: | 120 km/h             |                                                |                              |
| |                      |                                                |                              |
| \| \| \| von Krems an der Donau \| \| \| \| \| Franz-Josefs-Bahn nach Gmünd \| \| \| \| 0,000 \| Absdorf-Hippersdorf \| 182 m ü. A. \| \| \| \| Franz-Josefs-Bahn nach Wien \| \| \| \| 1,686 \| Absdorf-Hippersdorf Ost \| Absdorf-Hippersdorf Ost \| \| \| 2,330 \| Stetteldorf am Wagram (29.05.1994 aufgelassen) \| 179 m ü. A. \| \| \| \| Schmida \| \| \| \| \| Schmidamühlbach \| \| \| \| 6,042 \| Gaisruck \| 178 m ü. A. \| \| \| 8,227 \| AB (Awanst) Bramburi \| AB (Awanst) Bramburi \| \| \| \| Stranzendorfer Bach \| \| \| \| 9,118 \| Hausleiten \| 179 m ü. A. \| \| \| \| Sechtelbach \| \| \| \| 11,943 \| Oberzögersdorf (29.05.1994 aufgelassen) \| 175 m ü. A. \| \| \| \| Göllersbach \| \| \| \| \| von Retz \| \| \| \| 17,080 \| Stockerau \| 173 m ü. A. \| \| \| \| nach Wien \| \| |                      |                                                |                              |
| Strecke |                      | von Krems an der Donau                         | von Krems an der Donau       |
| Abzweig geradeaus und von links |                      | Franz-Josefs-Bahn nach Gmünd                   | Franz-Josefs-Bahn nach Gmünd |
| Bahnhof | 0,000                | Absdorf-Hippersdorf                            | 182 m ü. A.                  |
| Abzweig geradeaus, nach rechts und von rechts |                      | Franz-Josefs-Bahn nach Wien                    | Franz-Josefs-Bahn nach Wien  |
| Blockstelle | 1,686                | Absdorf-Hippersdorf Ost                        | Absdorf-Hippersdorf Ost      |
| ehemaliger Haltepunkt / Haltestelle | 2,330                | Stetteldorf am Wagram (29.05.1994 aufgelassen) | 179 m ü. A.                  |
| Brücke über Wasserlauf |                      | Schmida                                        | Schmida                      |
| Brücke über Wasserlauf |                      | Schmidamühlbach                                | Schmidamühlbach              |
| Haltepunkt / Haltestelle | 6,042                | Gaisruck                                       | 178 m ü. A.                  |
| Abzweig geradeaus und ehemals von rechts | 8,227                | AB (Awanst) Bramburi                           | AB (Awanst) Bramburi         |
| Brücke über Wasserlauf |                      | Stranzendorfer Bach                            | Stranzendorfer Bach          |
| Bahnhof | 9,118                | Hausleiten                                     | 179 m ü. A.                  |
| Brücke über Wasserlauf |                      | Sechtelbach                                    | Sechtelbach                  |
| ehemaliger Haltepunkt / Haltestelle | 11,943               | Oberzögersdorf (29.05.1994 aufgelassen)        | 175 m ü. A.                  |
| Brücke über Wasserlauf |                      | Göllersbach                                    | Göllersbach                  |
| Abzweig geradeaus und von links |                      | von Retz                                       | von Retz                     |
| Bahnhof | 17,080               | Stockerau                                      | 173 m ü. A.                  |
| Strecke |                      | nach Wien                                      | nach Wien                    |

Die Bahnstrecke Absdorf-Hippersdorf–Stockerau ist eine eingleisige Hauptbahn in Österreich. Sie verbindet die Nordwestbahn in Stockerau mit der Franz-Josefs-Bahn in Absdorf-Hippersdorf.

## Geschichte

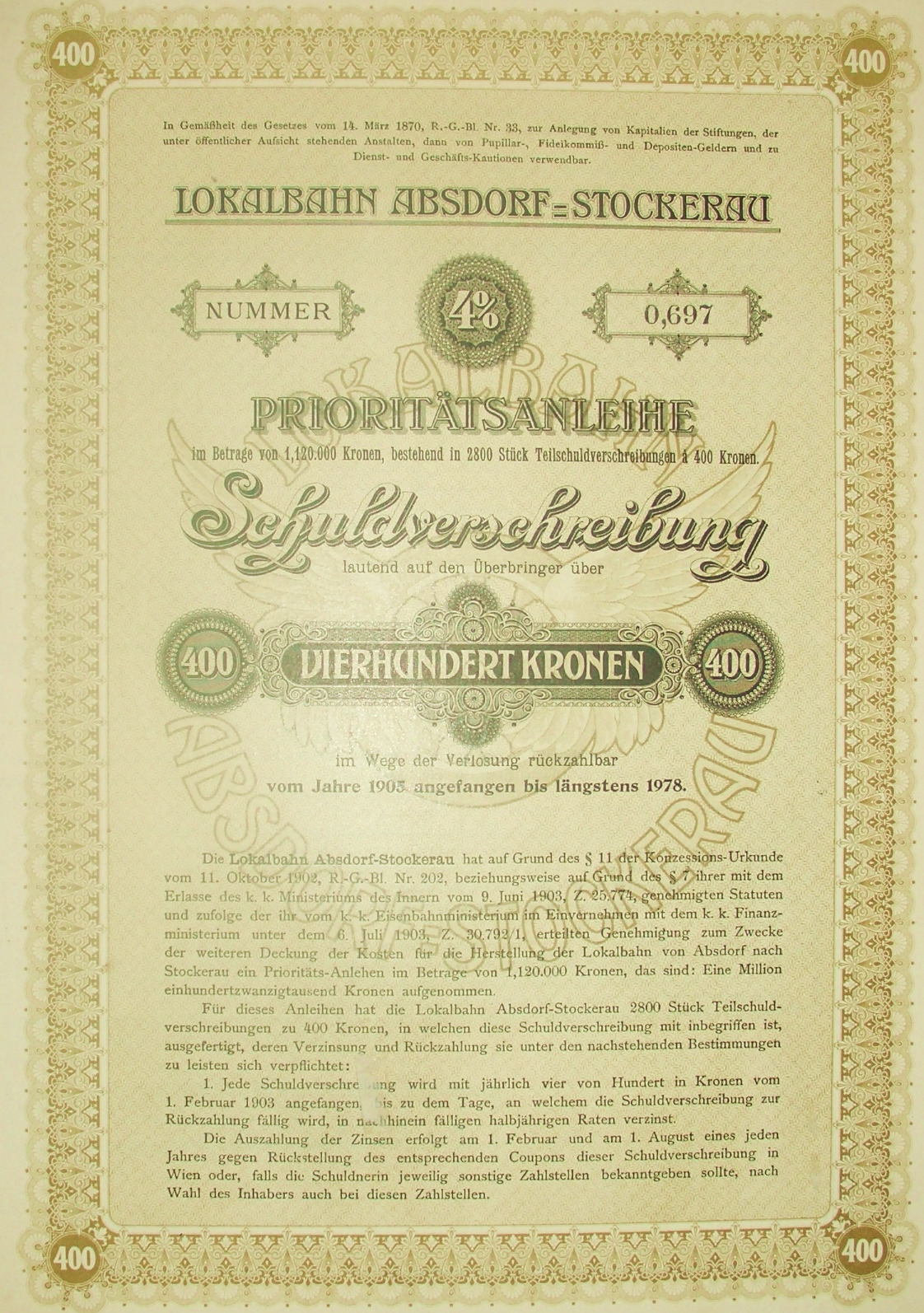
Schuldverschreibung der Lokalbahn Absdorf-Stockerau von 1903

Anlässlich des Baus der später von der Nordwestbahn übernommenen Bahnstrecke Floridsdorf – Stockerau hatte man an eine spätere Verlängerung über Krems an der Donau bis nach Budweis gedacht. Diese Pläne zerschlugen sich allerdings mit der Errichtung der Kaiser-Franz-Josephs-Bahn mit einer Zweigstrecke von Krems nach Absdorf. Erst ein neues Gesetz, welches den Bau von Lokalbahnen dank weniger strenger Anforderungen erleichterte, machte die Errichtung einer Bahnverbindung zwischen Stockerau und Absdorf-Hippersdorf wieder interessant, und es kam zu einigen vorkommissionierten Streckenvarianten:
- 27. Juli 1882: normalspurige Lokalbahn Gänserndorf – Wolkersdorf im Weinviertel – Stockerau – Absdorf-Hippersdorf

- 10. Oktober 1885: Lokalbahn von Stockerau zu einem geeigneten Treffpunkt mit der Franz-Josephs-Bahn zwischen der Tullner Donaubrücke und Absdorf-Hippersdorf.

- 10. Oktober 1885: Lokalbahn Stockerau – Absdorf-Hippersdorf

- 14. Februar 1887: Dampftramway Stockerau – Goldgeben – Groß Stetteldorf – Absdorf-Hippersdorf[1]

- 27. Mai 1890: Eisenbahn zwischen Neu Aigen – Stetteldorf – Stockerau

All diese Bauvorhaben scheiterten aber, bis am 20. Mai 1894 die Vorkonzession für eine normalspurige Lokalbahn Stockerau – Absdorf-Hippersdorf erteilt und am 20. und 21. Juni 1895 die Trassenrevision für das Projekt durchgeführt wurde. Zwischen dem 11. und 13. Mai 1896 wurde die kommissionelle Verhandlung für die Strecke über Hausleiten, Starnwörth und Gaisruck durchgeführt. Aber erst 1902 waren die letzten Probleme gelöst und die Finanzierungsfrage geklärt. Am 11. Oktober 1902 wurde die auf 90 Jahre beschränkte Konzession erteilt, welche die Fertigstellung der Strecke innerhalb von zwei Jahren und die Betriebsführung durch den Staat auf Rechnung der Konzessionäre vorschrieb. Am 7. Juli 1903 fand die konstituierende Generalversammlung der „Lokalbahn Absdorf – Stockerau“ statt. Der erste Spatenstich zum Bau der Bahn wurde Ende September 1903 in Hausleiten gesetzt. Die Vorrevision der neu erbauten Bahnlinie erfolgte am 1. Oktober 1904, und die für die technisch-polizeiliche Prüfung notwendige Probefahrt fand am 3. Oktober statt. Am 4. Oktober 1904 wurde die 17 Kilometer lange Strecke dem öffentlichen Verkehr übergeben – bei Freigabe der Station Hausleiten, der Halte- und Verladestelle Gaisruck sowie der Haltestelle Ober-Zögersdorf. Der Betriebsvertrag mit dem Staat wurde am 6. und 10. Juni 1905 abgeschlossen.
Eigentlich war die eingleisige Bahnlinie Stockerau – Absdorf-Hippersdorf eine reine Lokalbahn, doch nachdem die Österreichische Nordwestbahn verstaatlicht worden war, fiel der Nebenbahn auch die Rolle einer Verbindungsbahn zwischen den beiden Staatsbahnlinien zu. Mit der Inbetriebnahme des Verschiebebahnhofs Breitenlee wurde auch der Güterzugverkehr im Raum Wien neu organisiert. Geplant war, die Güterzüge der Westbahn über Tulln – Absdorf-Hippersdorf – Stockerau zum Verschiebebahnhof Breitenlee zu führen. Zu diesem Zweck sollte bei Absdorf-Hippersdorf eine Gleisschleife errichtet werden, um den Zügen die direkte Fahrt auf der genannten Route zu ermöglichen. Baubeginn war nach der Begehung, die am 19. August 1921 stattgefunden hatte. Am 1. Juni 1922 wurde auf der neuen Schleife der Betrieb aufgenommen. Weiters war der zweigleisige Ausbau der Strecke Stockerau – Absdorf-Hippersdorf vorgesehen. Die wirtschaftlichen Probleme der jungen Republik Österreich verhinderten jedoch die Fertigstellung des Bahnhofs in Breitenlee und damit auch den zweigleisigen Ausbau. Damit wurde auch die Neuorganisation des Güterzugverkehrs aufgegeben. Dadurch verlor wiederum die neu errichtete Bahnschleife ihre Bedeutung, und am 15. Mai 1929 wurde ihr Betrieb eingestellt. Am 30. Juli 1932 genehmigte die Eisenbahnbehörde zwar die Abtragung der Gleisanlagen, was aber nicht ausgeführt wurde.
Am 1. Jänner 1933 wurde die Lokalbahn Stockerau – Absdorf-Hippersdorf verstaatlicht. Während des Zweiten Weltkriegs stieg die Bedeutung der Bahnstrecke wieder an, war sie doch Teil der Umfahrungsroute um Wien. So nahm man am 6. Oktober 1940 die Schleife wieder in Betrieb, außerdem wurde die Strecke ausgebaut. Durch die Sprengung der Eisenbahnbrücke über die Donau in Tulln durch die deutsche Wehrmacht 1945 war bis 1948 die Franz-Josefs-Bahn unterbrochen. Die einzige Möglichkeit, auf dieser Bahnlinie Züge von Wien aus Richtung Norden zu führen, waren die Nordwestbahnbrücke und die Verbindungsbahn Stockerau – Absdorf-Hippersdorf.
Nachdem der Betrieb auf der Stammstrecke der Franz-Josefs-Bahn wieder durchgehend aufgenommen worden war, war auch die Schleife wieder wertlos. Am 1. Februar 1950 wurde sie gesperrt, aber schon am 20. Mai 1951 neuerlich in Betrieb genommen. Am 13. Jänner 1953 erfolgte dann die endgültige Einstellung, und 1959 wurde sie abgetragen. In der Zwischenzeit war der Bahnhof Hausleiten von 1953 bis 1956 geschlossen gewesen. Um Güterzüge ohne „Stürzen“ in Absdorf-Hippersdorf von der Nordbahn über Stockerau nach Tulln zur Westbahn führen zu können, wurde – auch im Hinblick auf den Wienerwaldtunnel – die Schleife 2009 wieder errichtet; analog wurde in Tulln auch die Tullner Westschleife wieder aktiviert. Die Eröffnung der Schnellbahnverbindung Wien – Stockerau brachte auch der Strecke Absdorf-Hippersdorf – Stockerau neues Leben. Moderne, zuggeschaltete Schrankenanlagen bzw. die Auflassung von unbeschrankten Straßenkreuzungen erlaubten eine Anhebung der Fahrgeschwindigkeit. Gleichzeitig mit der Franz-Josefs-Bahn wurde auch die eingleisige Eisenbahnstrecke nach Stockerau elektrifiziert. Am 27. Mai 1979 wurde die Streckensanierung mit der Aufnahme des elektrischen Betriebs abgeschlossen. Sie ist zur Gänze in den Verkehrsverbund Ost-Region eingebunden und wird von der Linie S4 der Wiener Schnellbahn befahren. Im Jahr 1994 wurden zwei der sechs Haltepunkte aufgelassen – Stetteldorf am Wagram sowie Oberzögersdorf.

## Streckenverlauf
Die Bahnstrecke beginnt am Bahnhof Absdorf-Hippersdorf, wo die Strecke nach der letzten Abzweigung von der Franz-Josefs-Bahn eine schnurgerade Form annimmt und fast parallel zum Höhenzug des Wagram verläuft. Zunächst werden die Ortschaften Stetteldorf am Wagram und Starnwörth passiert, wobei hier gleichzeitig die Schmida und der Schmidamühlbach überquert werden. Auf Höhe von Hausleiten bzw. Goldgeben werden die Nebenflüsse Stranzendorfer Bach und Sechtelbach passiert. Kurz nach der Unterquerung der Weinviertler Schnellstraße mündet die Strecke schließlich kurz vor dem Bahnhof Stockerau in die Nordweststrecke. Wenige Meter vor der Abzweigung wird der Göllersbach überquert.

## Einsatz
Vor der Elektrifizierung war das Angebot im Personenverkehr vergleichsweise recht mager, was sich jedoch in den Jahren danach schrittweise änderte. Grundsätzlich herrscht heutzutage auf der gesamten Strecke ein tagsüber geschlichteter Taktverkehr. In den Morgen- und Abendstunden gibt es jeweils zwei bzw. drei Zugpaare, welche zwischen Stockerau und Tullnerfeld pendeln. Diese befahren nach Stürzen im Bahnhof Absdorf die Franz-Josefs-Bahn, welche jedoch bereits nach der Abzweigung zur oben genannten Tullner Westschleife wieder verlassen wird, woraufhin man beim Bahnhof Tulln Stadt auf die Tullnerfelder Bahn wechselt. In den Vormittagsstunden herrscht ein Zweistundentakt, welcher ab 13:00 Uhr zu einem Stundentakt wird. Zusätzlich verkehrt im Abschnitt Hausleiten – Stockerau morgens und abends ein Verstärkerzugpaar. Hierfür eingesetzt wurden zunächst Triebwagen der Reihe 4020, welche jedoch seit 2020 durch den verstärkten Einsatz der Talent- und Desiro-ML-Züge immer mehr verdrängt werden. Neben dem Personenverkehr wird die eingleisige Bahnstrecke auch sehr häufig für den Güterverkehr genutzt, der neu umgebaute Bahnhof Hausleiten ist für Zugkreuzungen geeignet.

## Galerie

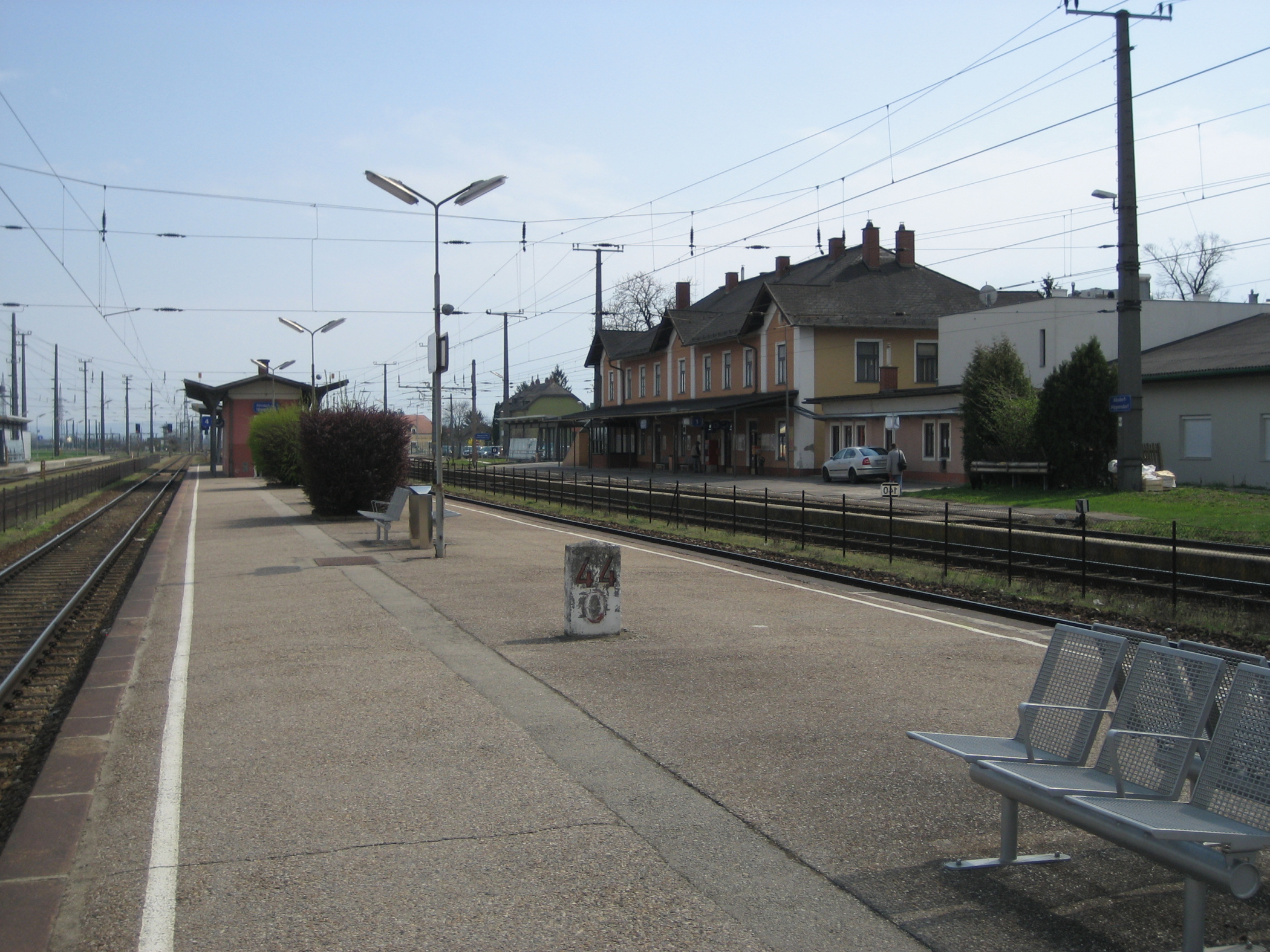
Bahnhof Absdorf-Hippersdorf (vor dem Umbau)
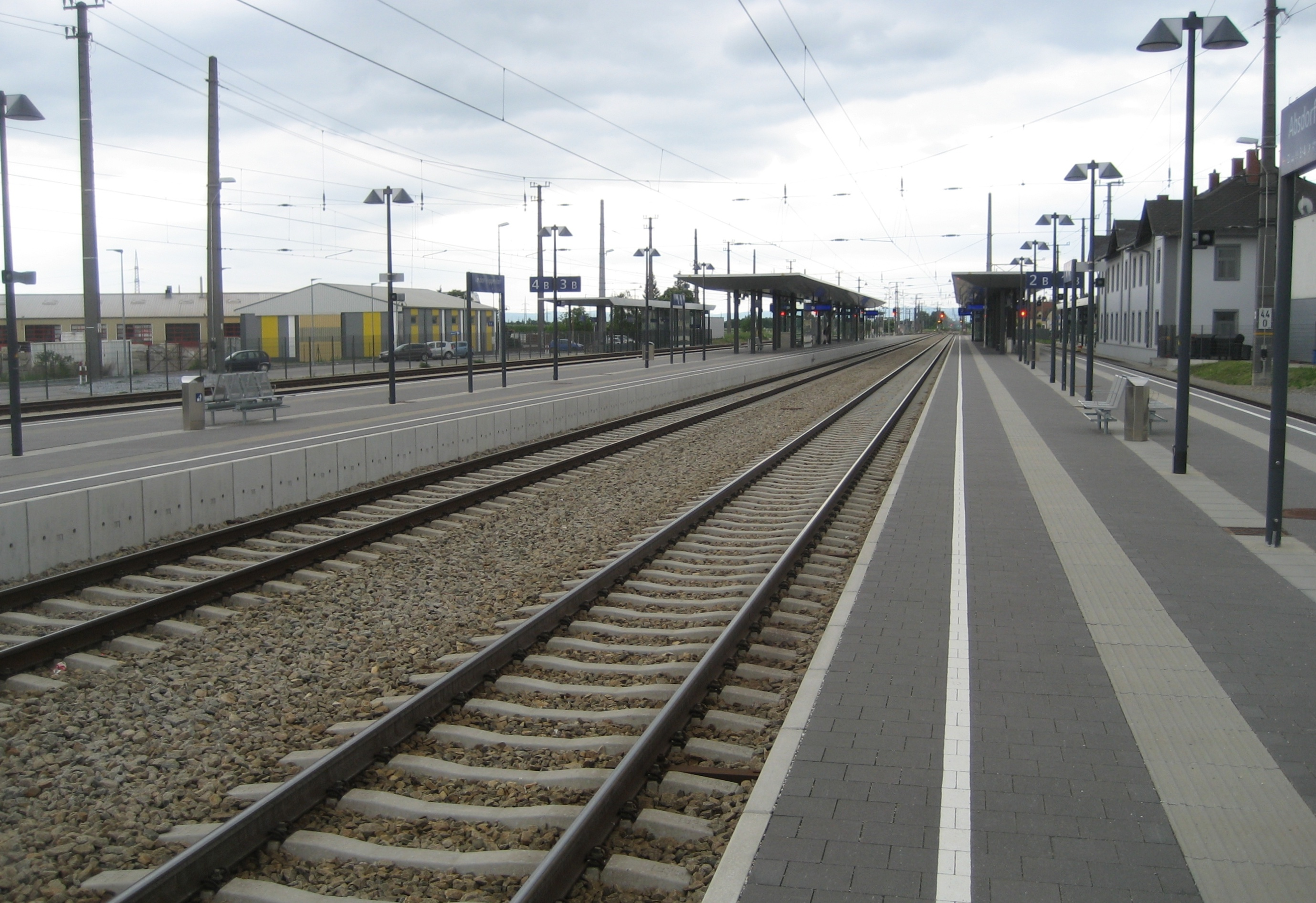
Bahnhof Absdorf-Hippersdorf (nach dem Umbau)
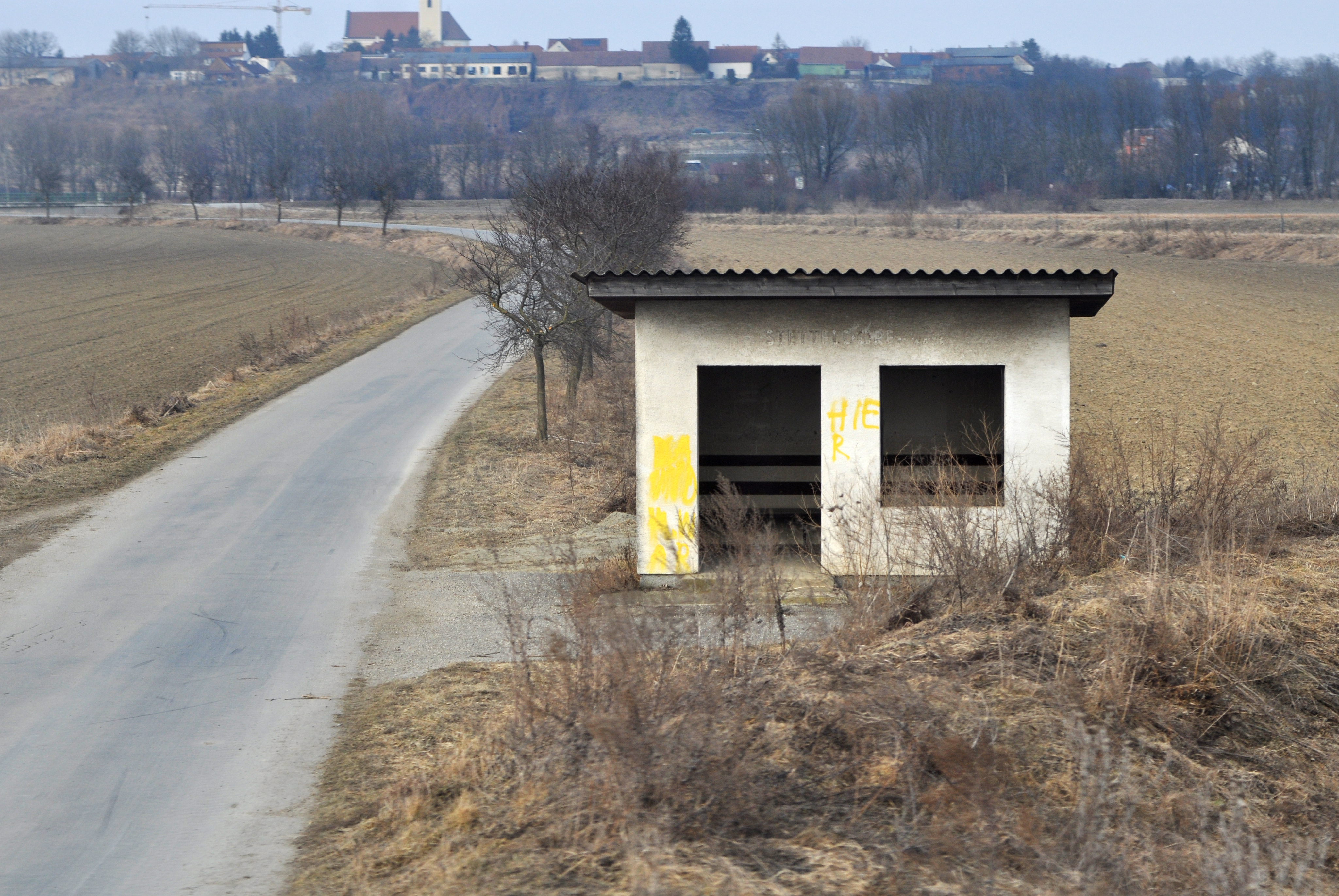
Unterstand der ehemaligen Haltestelle Stetteldorf am Wagram
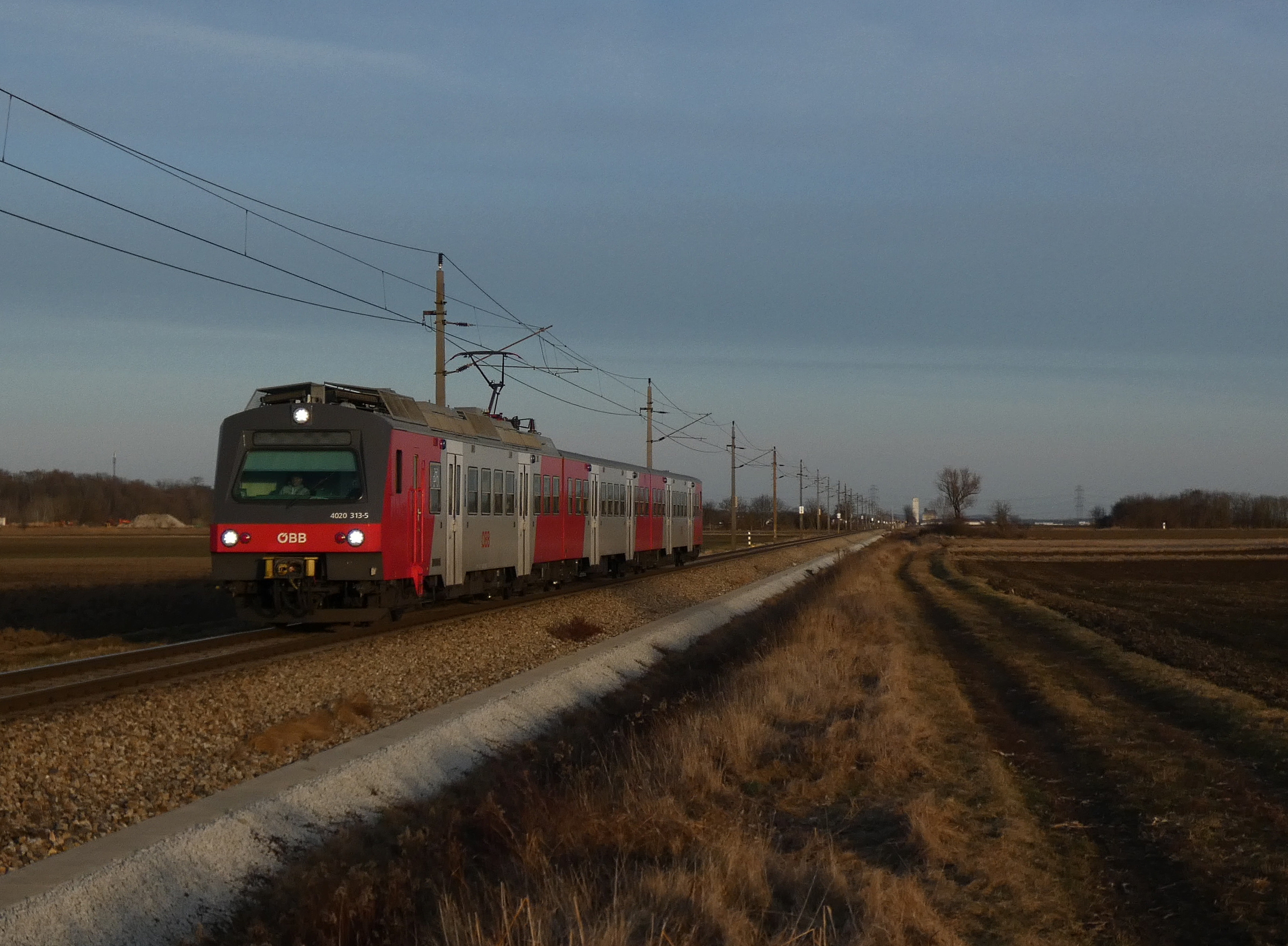
ÖBB 4020 als S-Bahn nach Tullnerfeld; kurz vor Stetteldorf am Wagram.
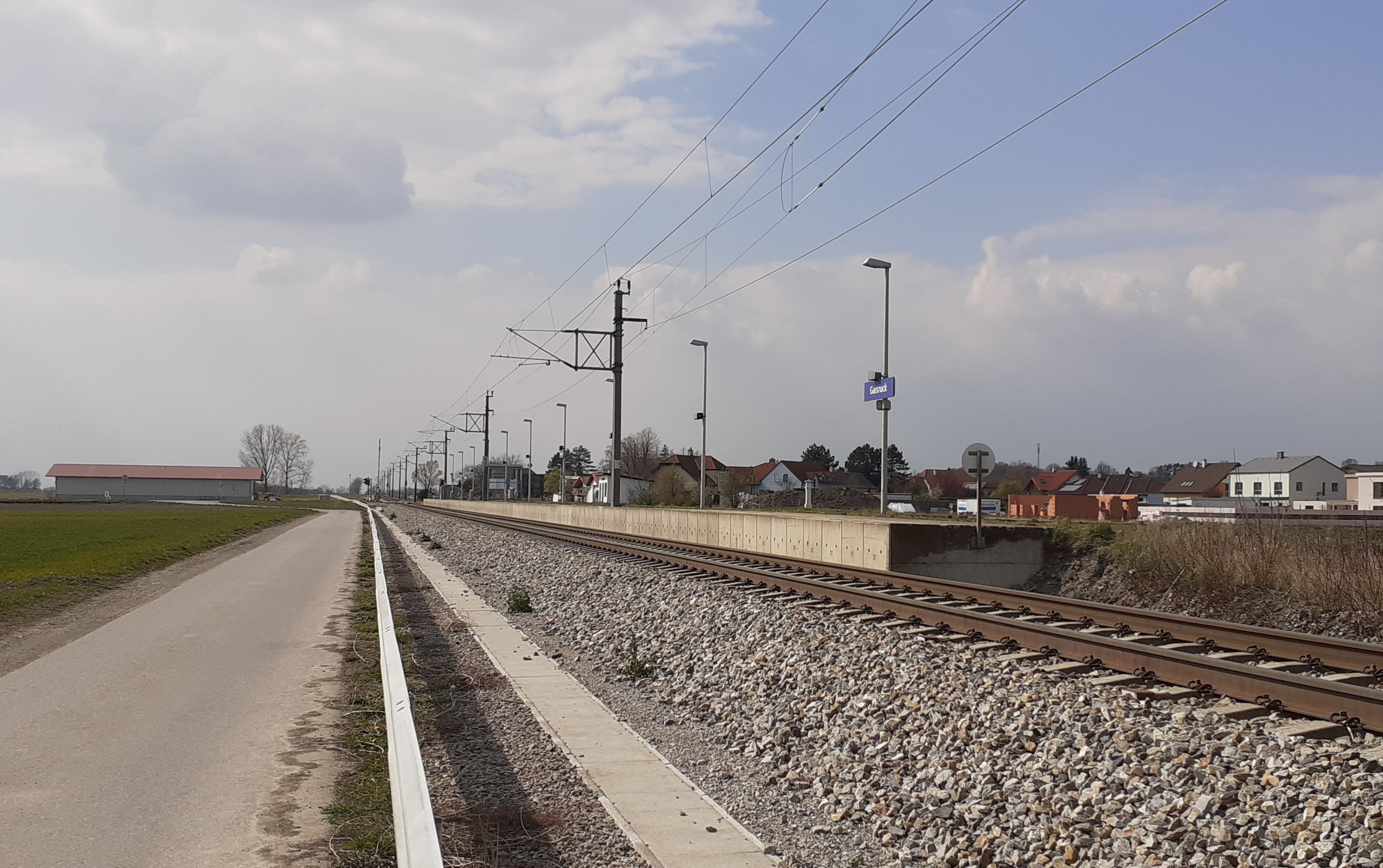
Bahnhof Gaisruck
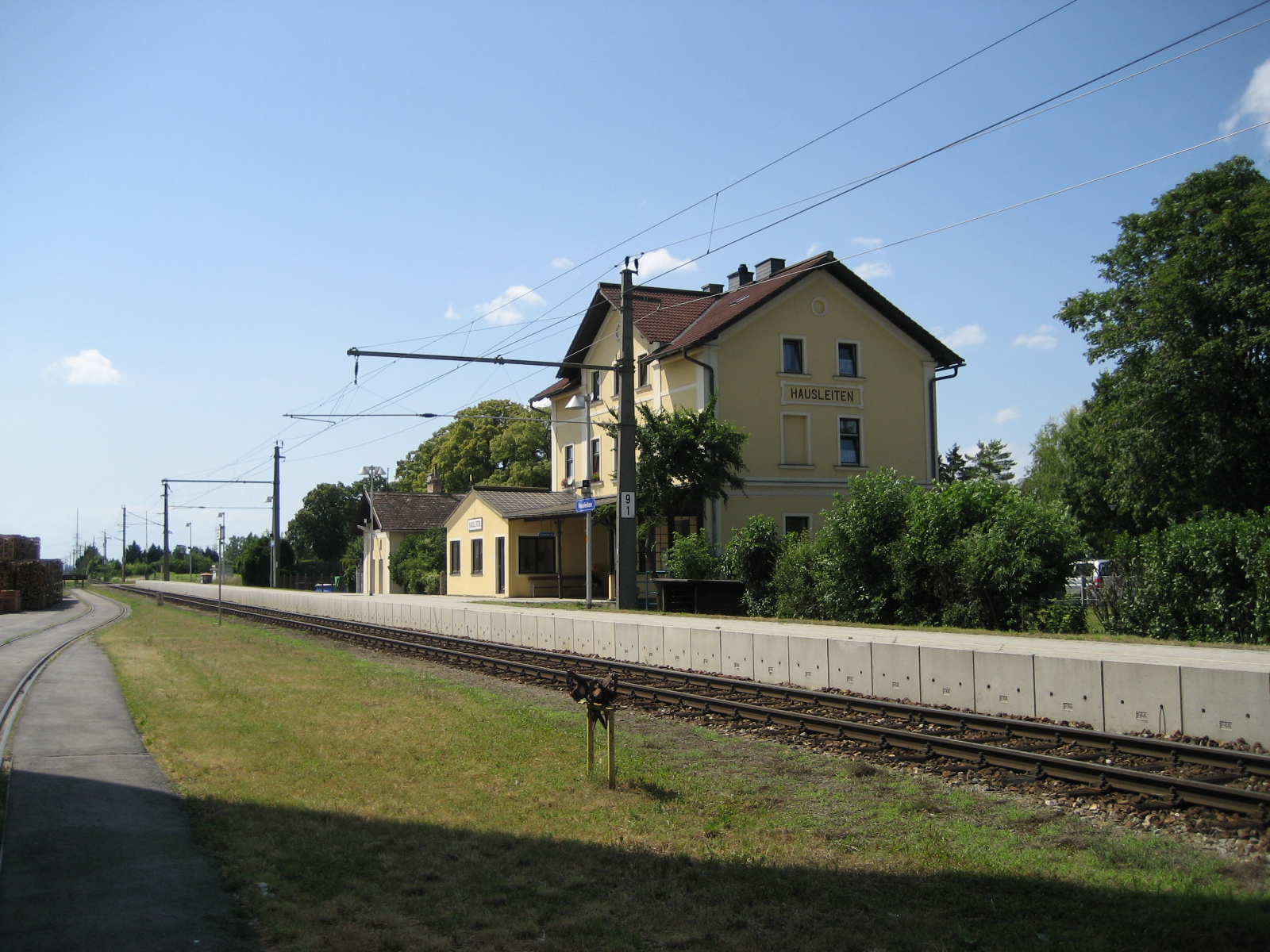
Bahnhof Hausleiten (vor dem Umbau)
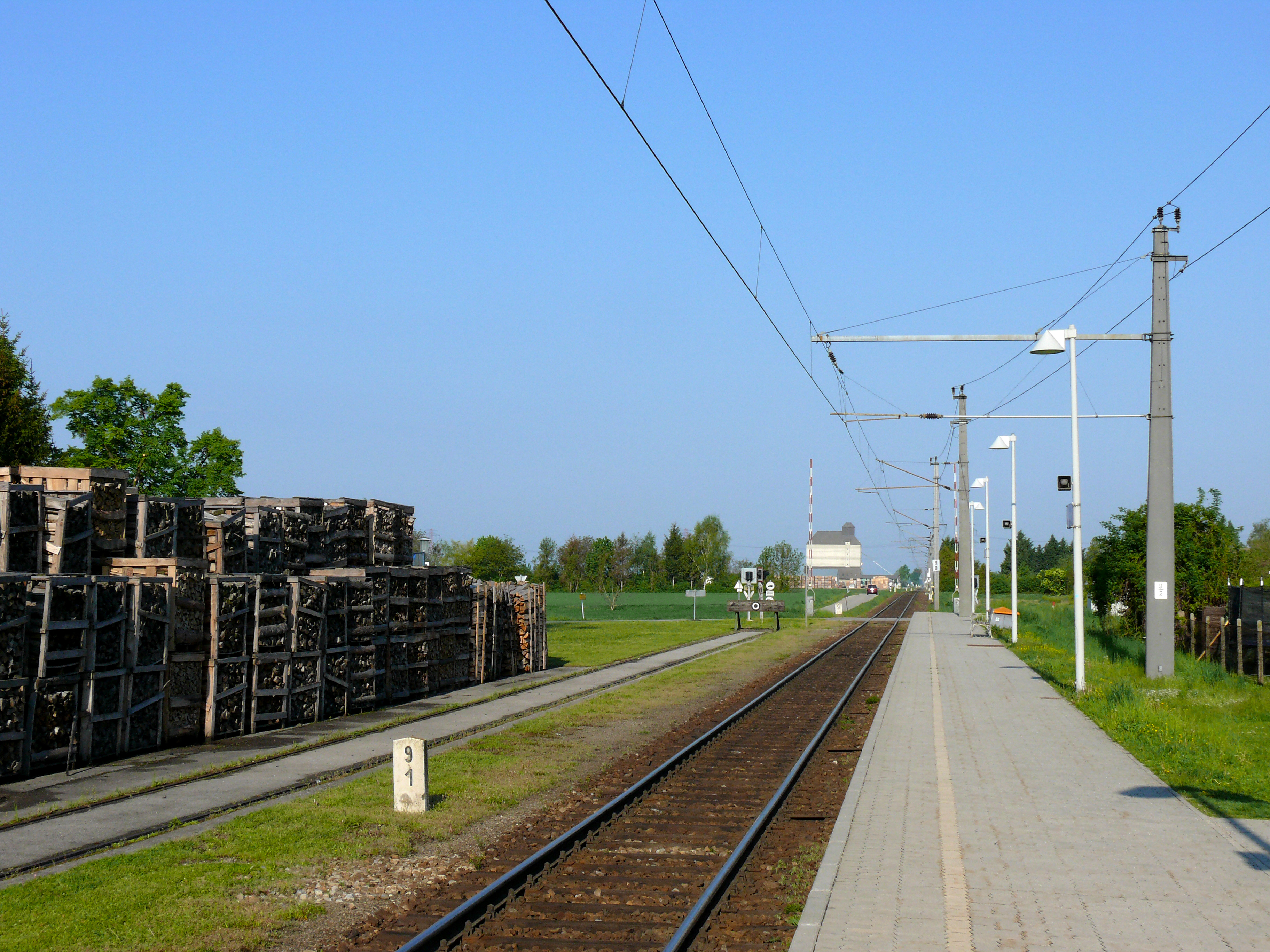
Bhf. Hausleiten, Blickrichtung Absdorf, vor dem Umbau im Jahr 2008
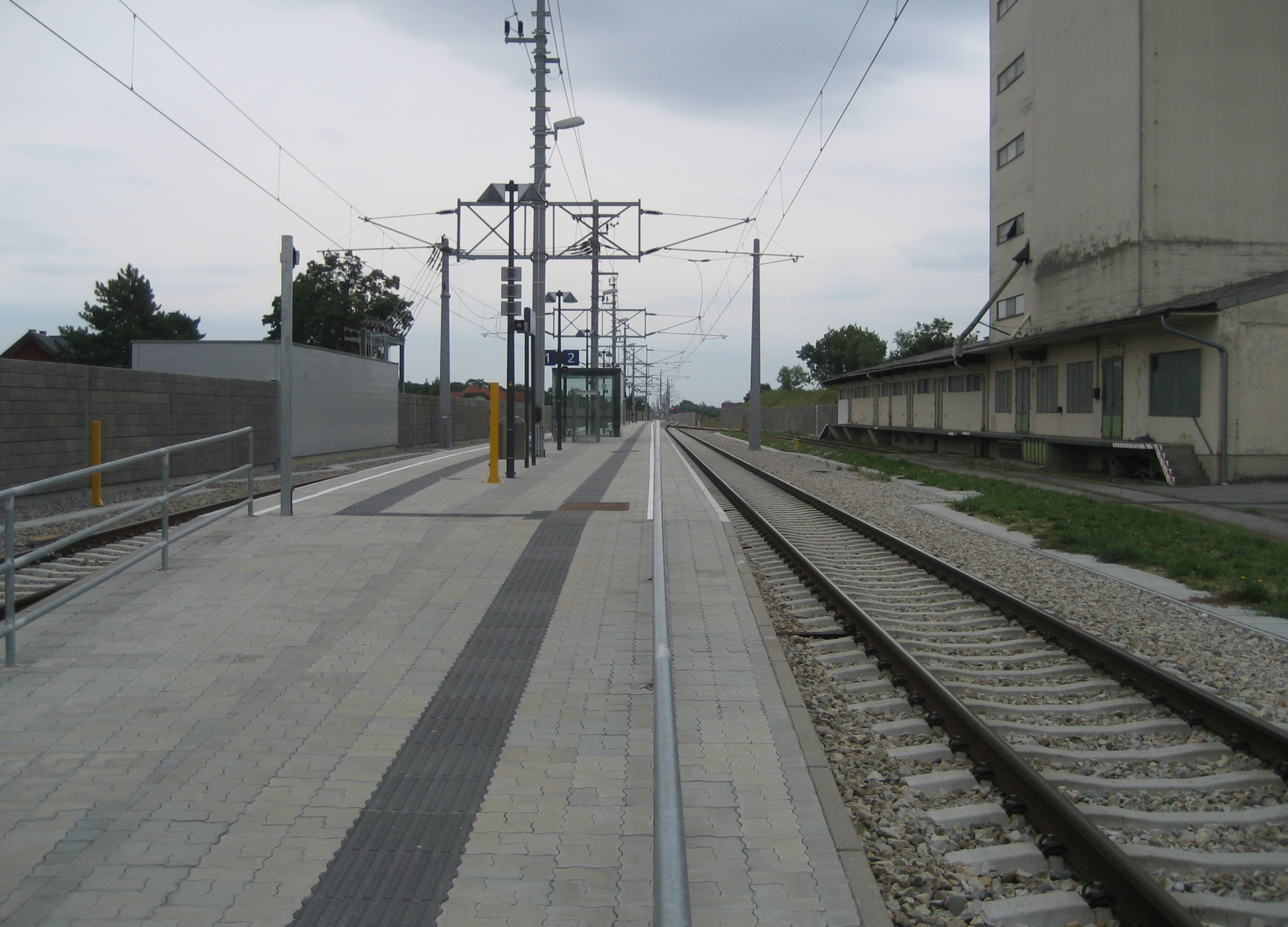
Bahnhof Hausleiten (nach dem Umbau)
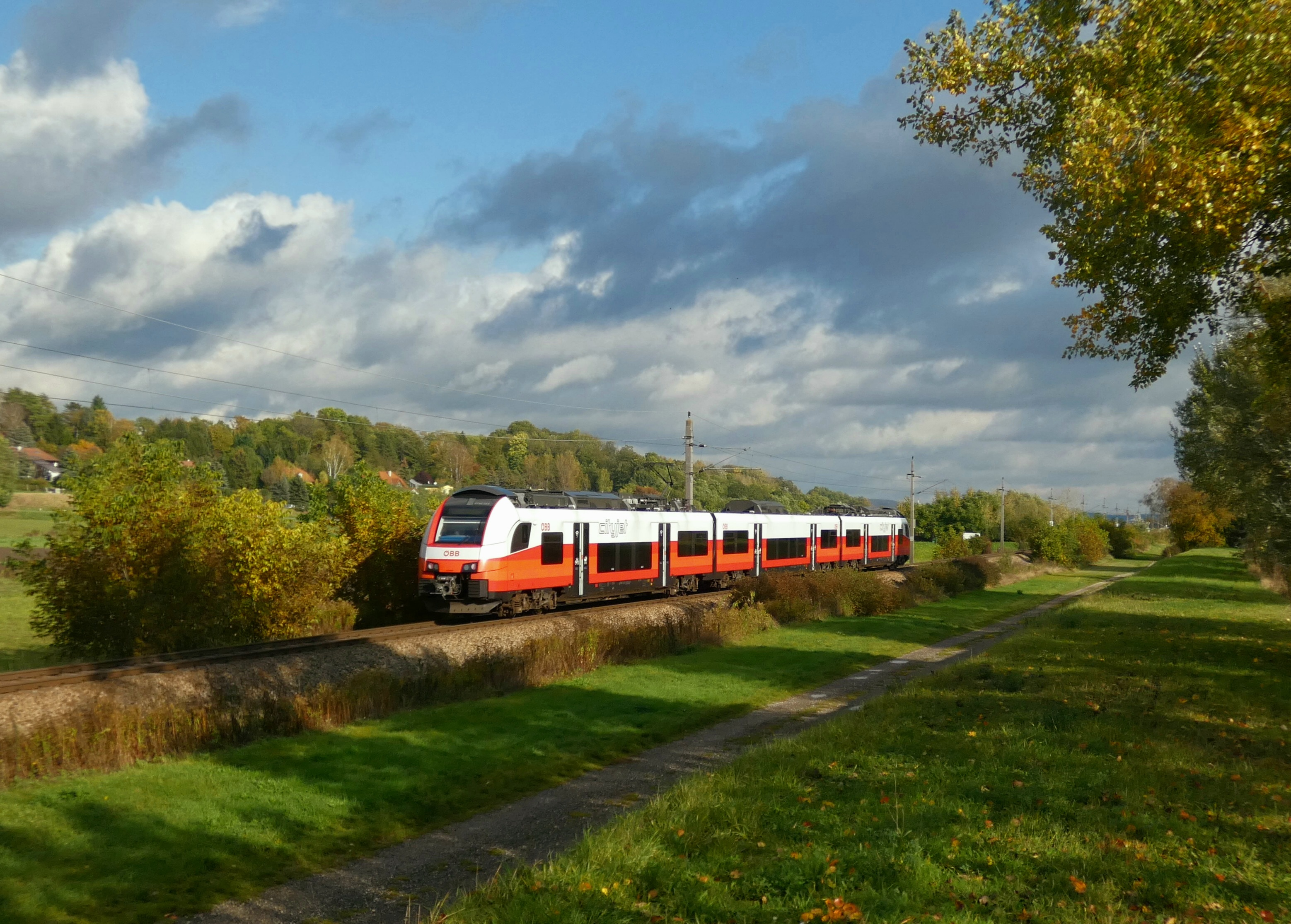
ÖBB 4746 als REX nach Wien Praterstern, kurz nach Hausleiten.
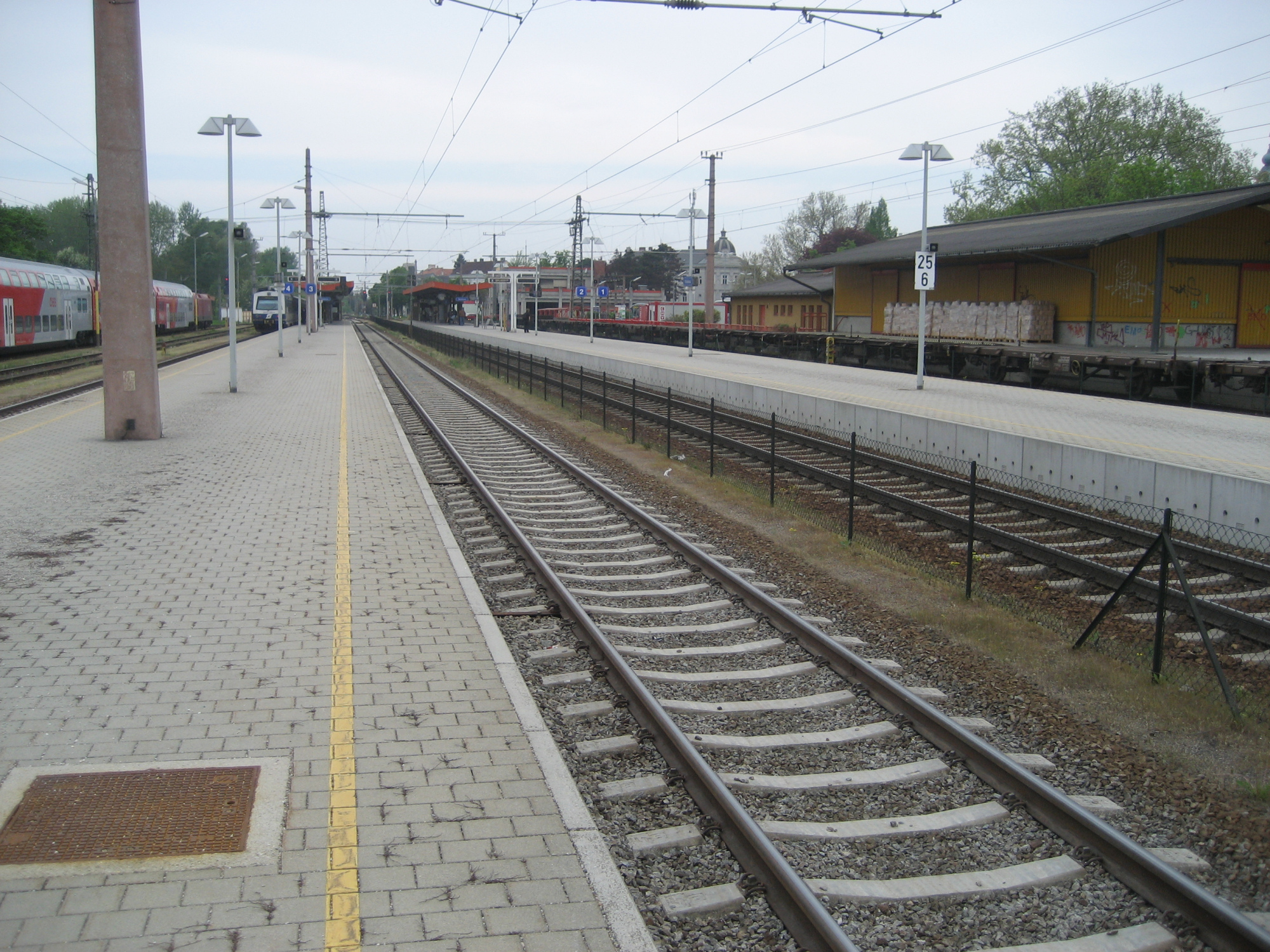
Bahnhof Stockerau (vor dem Umbau)
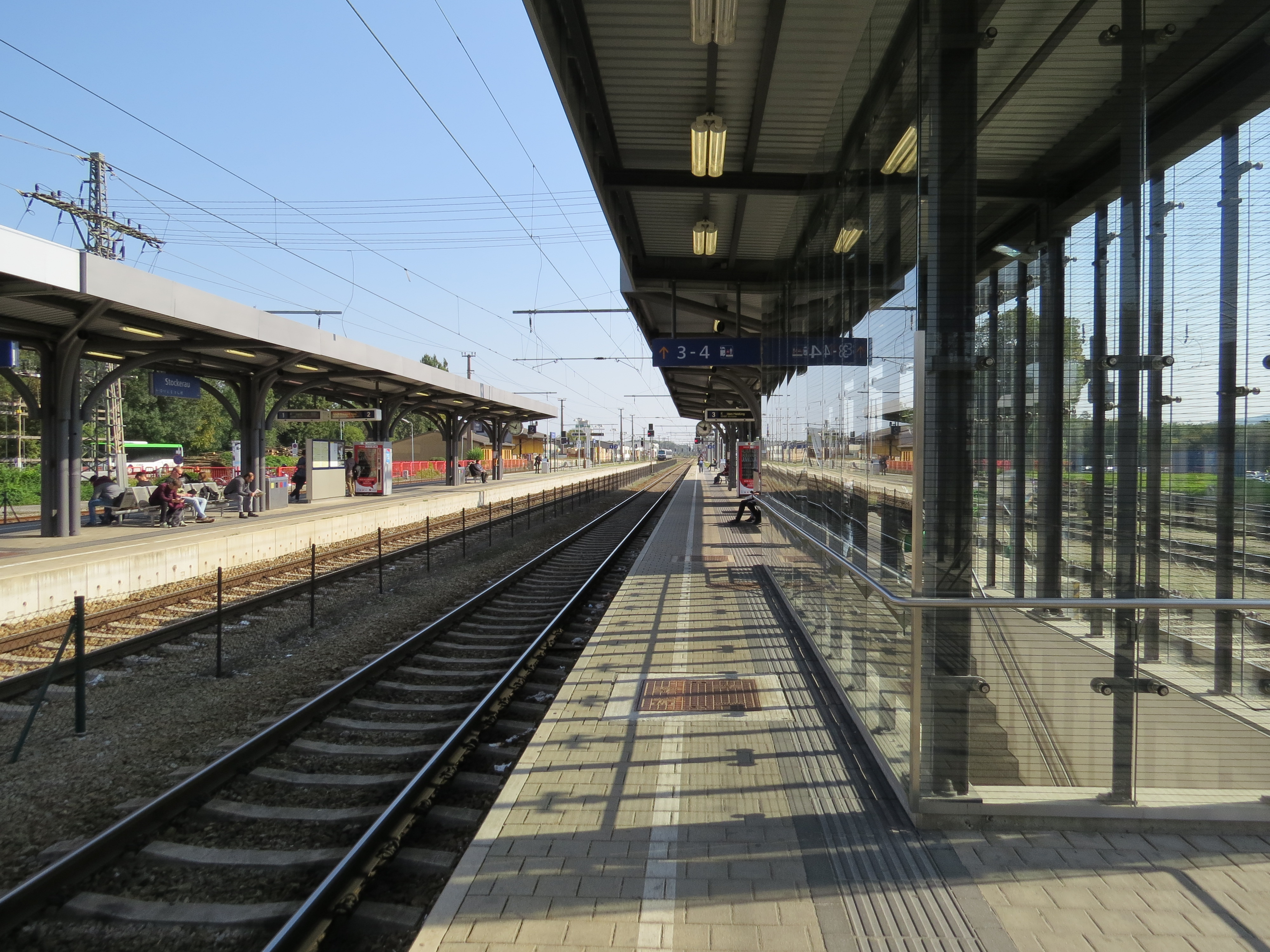
Bahnhof Stockerau heute